# Heartless (série télévisée)
Pour les articles homonymes, voir Heartless.
Heartless, la malédiction (Heartless) est une série télévisée danoise en huit épisodes de 42 minutes créée par Mikkel Munch-Fals et diffusée du 28 avril 2014 à mars 2015 sur Kanal 5.
En France, la première saison a été diffusée les 24 juin et le 1er juillet 2016 sur France 4. 
En Belgique, elle est diffusée à partir du 16 décembre 2019 sur RTLplay. 
Elle reste inédite dans les autres pays francophones.

## Synopsis
Sebastian et Sofie, des jumeaux, souffrent d'une horrible malédiction. Ils doivent, pour se nourrir, absorber le "flux vital" de leurs victimes (lesquelles entrent ensuite en combustion spontanée). Abandonnés à la naissance par leur mère, ils ont grandi dans un orphelinat. Ils y reviennent quelques années après en quête de leur origine. Malheureusement la directrice ne leur apporte que de maigres indices : un sac laissé par leur mère, le souvenir d'un tatouage en forme de cœur et une adresse d'un pensionnat où elle souhaitait se rendre. Les jumeaux décident d'y aller pour mener leur enquête.

## Distribution
- Julie Zangenberg (da) (VF : Marie Nonnenmacher) : Sofie Nielsen
- Sebastian Jessen (da) (VF : Christophe Seugnet) : Sebastian Nielsen
- Nicolaj Kopernikus (da) (VF : Tony Joudrier) : Henrik Just
- Gustav Dyekjær Giese (da) (VF : Gilduin Tissier) : Ditlev (saison 1, épisodes 1 à 4)
- Julie Christiansen (VF : Geneviève Doang) : Émilie Just
- Katrine Greis-Rosenthal : Ida Just
- Allan Hyde : Pieter
- Thomas Ernst (da) : Frederik
- Frederikke Dahl Hansen (VF : Zina Khakhoulia) : Nadja

Version française 
- Société de doublage : MFP
- Direction artistique : Viviane Ludwig
- Adaptation des dialogues : Agnès Pauchet
- Mixage : Samuel Beaucamps
- Ingénieur du son : Benoit Lefebvre
- Source VF : Doublage Séries Database[1]

### Fiche technique
Titre original : Heartless
- Titre français : Heartless, la malédiction
- Création : Mikkel Munch-Fals
- Réalisation : Natasha Arthy
- Scénario : Nikolaj Scherfig
- Décors : Felicia Bang
- Costumes : Kenny Aleksandr
- Photographie : Jesper Tøffner
- Musique : George Kallis
- Casting : Anja Philip et Lisa Lents
- Production : Lars Ellegaard
- Sociétés de production : Fridthjof Film, en collaboration avec Tordenfilm AS
- Sociétés de distribution : SBS Production
- Pays d'origine :  Danemark
- Format : couleur - 1,78:1 - son Dolby Digital
- Genre : série fantastique
- Durée : 42 minutes.

## Épisodes
Les cinq épisodes de la première saison et les trois épisodes de la deuxième saison n'ont pas de titre, ils sont numérotés de un à huit.